# گرینوف (جورجیا)
گرینوف (به انگلیسی: Greenough) یک منطقهٔ مسکونی در ایالات متحده آمریکا است که در شهرستان میچل، جورجیا واقع شده است. گرینوف ۸۹٫۰ متر بالاتر از سطح دریا واقع شده است.